# Malvaviscus penduliflorus
Malvaviscus penduliflorus är en malvaväxtart som beskrevs av José Mariano Mociño, Amp; Sesse och Dc.. Malvaviscus penduliflorus ingår i släktet Malvaviscus och familjen malvaväxter. Inga underarter finns listade i Catalogue of Life.

## Bildgalleri

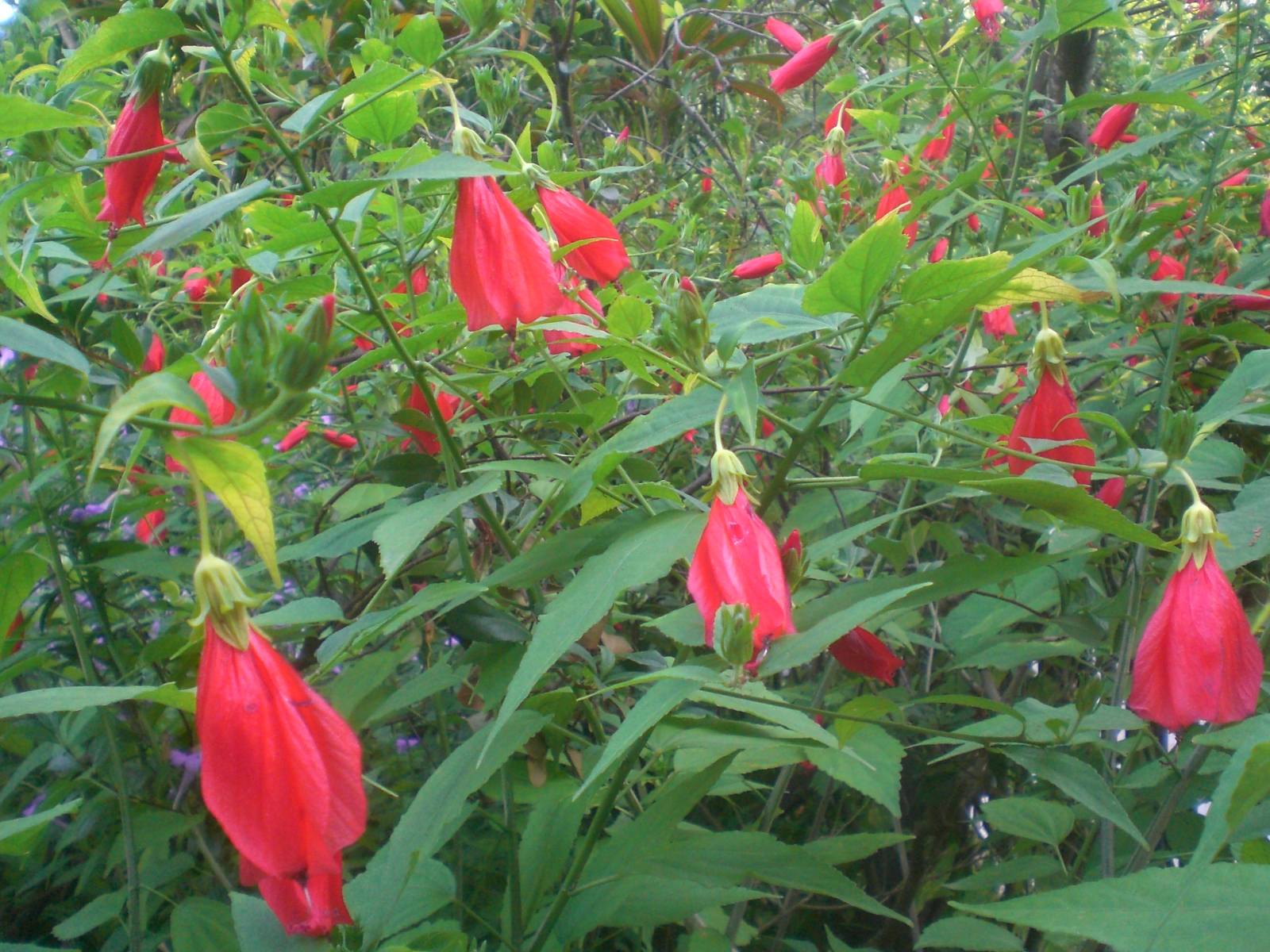
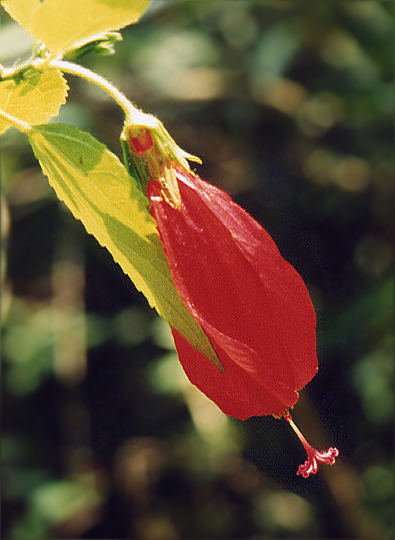
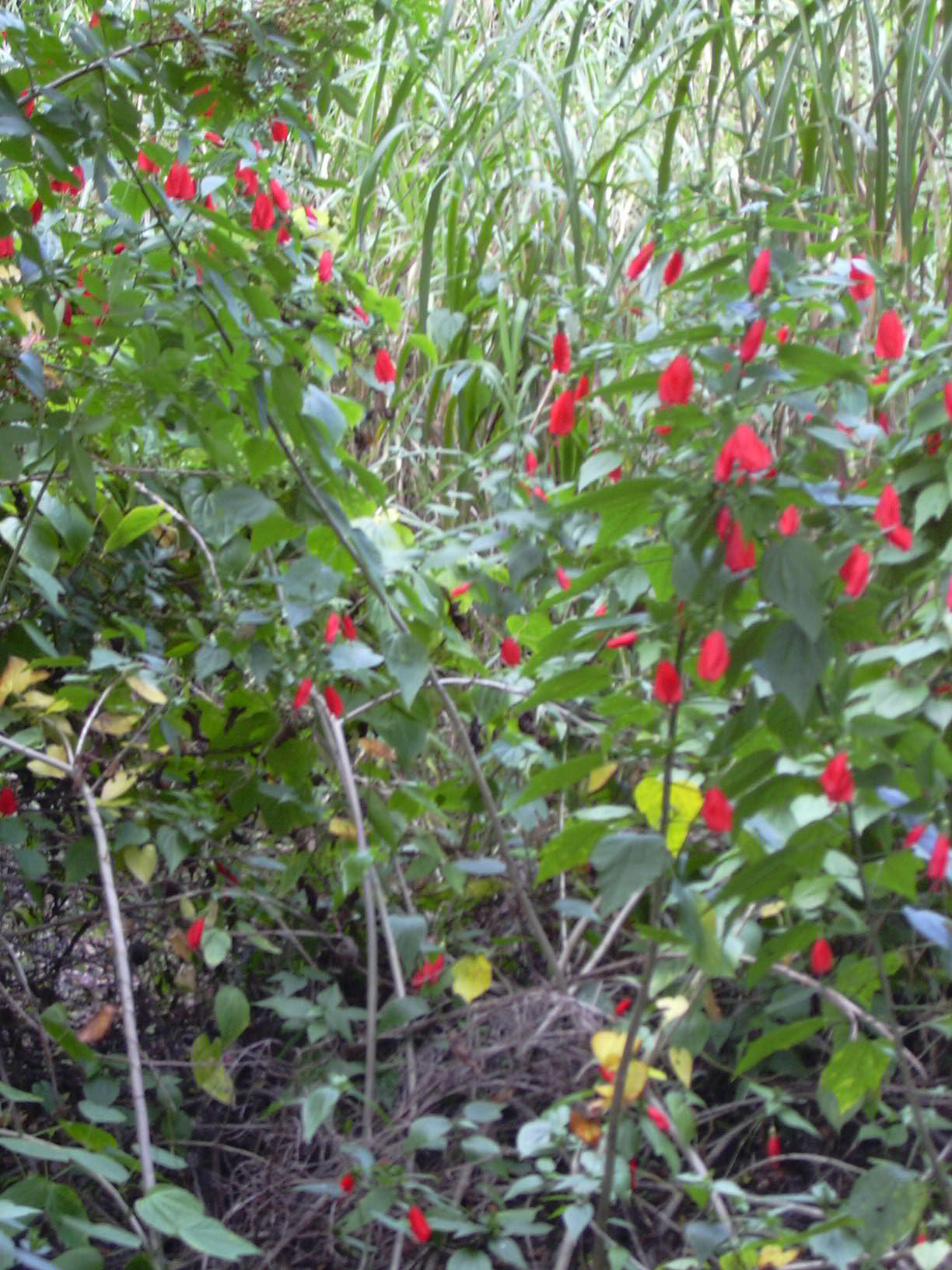
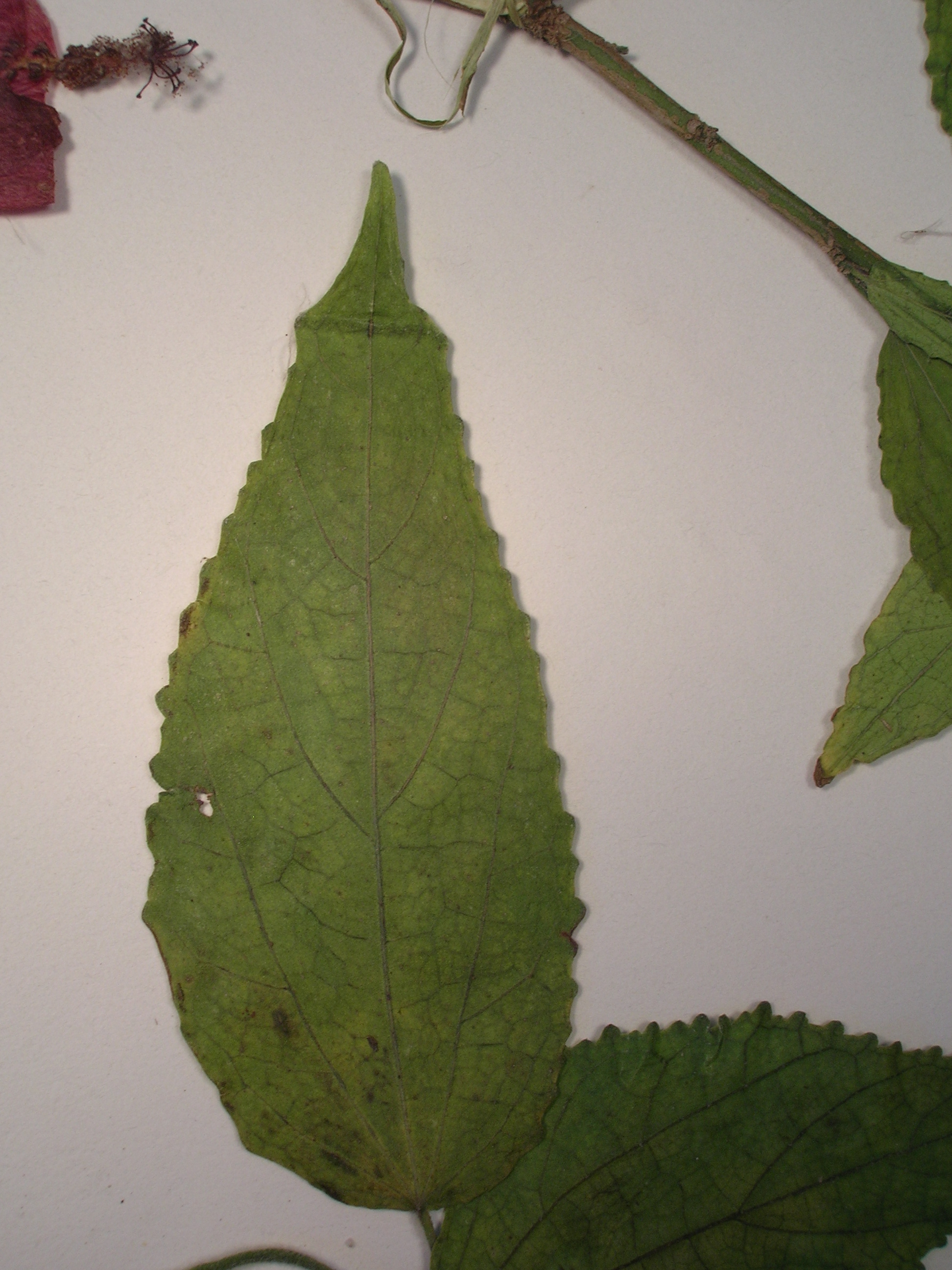